# Бозон Ґолдстоуна
У фізиці елементарних частинок та фізиці конденсованого стану бозони Ґолдстоуна (або бозони Намбу — Ґолдстоуна, англ. Goldstone bosons, Nambu — Goldstone bosons) — це бозони, що із необхідністю виникають у моделях зі спонтанним порушенням неперервних симетрій. Ґолдстоунові бозони були знайдені Йоїтіро Намбу при дослідженні мікроскопічної теорії надпровідності Бардіна — Купера — Шріффера} і пояснені Джеффрі Ґолдстоуном, який пізніше разом із Абдусом Саламом і Стівеном Вайнбергом узагальнив їхню теорію у рамках квантової теорії поля .

## Приклади
- Піони є прикладом спонтанного порушення симетрії кірально-ароматових симетрій КХД